# Martxa baten lehen notak
«Martxa baten lehen notak» és una cançó del cantautor basc Mikel Laboa, a partir d'un poema de Joxan Artze, inclosa al doble àlbum Lau-bost de l'any 1980.
En l'ambient esperançador de després de la mort del dictador Francisco Franco, s'escoltaven molts tipus de marxes musicals als carrers. Laboa va compondre una marxa pels pobles petits que lluiten per sobreviure, una marxa a favor de la idea de solidaritat entre les persones a partir de la perspectiva i el coneixement que pertany a cada poble.
Aquesta cançó apareix en tres discos de Mikel Laboa i n'existeixen altres versions de músics com ara Aire Ahizpak, Arkaitz Miner, Herri Oihua, Iheskid, Oreka TX, Igelaren Banda, Mikel Urdangarin, Pier Paul Berzaitz i Morau. Trikizio en va enregistrar una versió en català el 2008 dins de l'àlbum EusCat.